# Guatteria juninensis
Guatteria juninensis  es una especie de planta con flor en la familia Annonaceae. 
Es endémica del departamento de Junín, Perú. Especie leñosa  conocida de unas pocas localidades en la cuenca del Perené y recolectadas en los 1920s. La mayoría de los especímenes, incluyendo el tipo, provienen del valle del Chanchamayo, una de las zonas más intervenidas por la deforestación con fin de expandir la frontera agrícola, por lo que está amenazada por destrucción de hábitat.

## Taxonomía
Guatteria juninensis fue descrita por Robert Elias Fries y publicado en Publications of the Field Museum of Natural History, Botanical Series 13(2/3): 716, en el año 1938.